# Schismatoglottis nicolsonii
Schismatoglottis nicolsonii är en kallaväxtart som beskrevs av Alistair Hay. Schismatoglottis nicolsonii ingår i släktet Schismatoglottis och familjen kallaväxter. Inga underarter finns listade.